# Lucy Chaffee Alden
Lucy Morris Alden (20 de noviembre de 1836-20 de diciembre de 1912) fue una escritora, educadora y compositora estadounidense.

## Biografía
Lucy Morris Chaffee nació en South Wilbraham, New Hampden, Massachusetts, el 20 de noviembre de 1836. Sus padres fueron Daniel Davis y Sarah Flynt Chaffee. Entre sus antepasados se encontraba el juez John Bliss, de South Wilbraham, quien el 8 de abril de 1775 fue nombrado miembro del comité único «para ir a Connecticut a solicitar que la colonia cooperara con Massachusetts en la defensa general», y quien, según la constitución, fue elegido para el primer senado y para senados posteriores. Alden pasó un año en la Academia Monson. Tenía una hermana, Catherine Newell Chaffee (1835-1873).
Durante diez años, Alden fue maestra de escuela y, durante tres, miembro de la junta escolar de su ciudad natal. Quedó sola tras el fallecimiento de su madre en 1884. En julio de 1890, se casó con Lucius David Alden (1835-1898), un antiguo compañero de escuela que se había mudado a la costa del Pacífico, pero continuó viviendo en la casa de su padre. Sus escritos poéticos, y mucho más numerosos, en prosa, aparecieron en varios periódicos de Springfield, Boston, Chicago y Minneapolis, en varios cancioneros de escuela dominical y en revistas trimestrales y mensuales. Un panfleto doctrinal suyo fue traducido al hindi por un oficial y misionero británico en Madrás, y se imprimieron muchos ejemplares. Un juez del condado de Florida distribuyó voluntariamente copias de otro entre los miembros de la legislatura estatal. En 1891, gracias a una asignación hecha por una asociación cuyas conferencias se extendían desde Maine hasta California, de una suma que se distribuiría entre escritores de artículos meritorios, Alden fue seleccionada para escribir para Massachusetts. Más de 200 de sus obras aparecieron en varias publicaciones periódicas. Murió en Hampden, Massachusetts, el 20 de diciembre de 1912, a la edad de 76 años, y está enterrada en el Old Hampden Cemetery.